# Drosophila taractica
Drosophila taractica är en tvåvingeart som beskrevs av Elmo Hardy 1965. Drosophila taractica ingår i släktet Drosophila och familjen daggflugor.
Artens utbredningsområde är Hawaii.